# Círculo de Ford

Círculos de Ford para q de 1 a 20. Os círculos com q ≤ 10 são rotulados como e codificados por cores de acordo com q. Cada círculo é tangente à reta horizontal de base e aos seus círculos vizinhos. As frações irredutíveis com o mesmo denominador têm círculos do mesmo tamanho.

Em matemática, um círculo de Ford é um círculo com centro em {\displaystyle (p/q,1/(2q^{2}))} e raio {\displaystyle 1/(2q^{2}),} em que {\displaystyle p/q} é uma fração irredutível, ou seja, {\displaystyle p} e {\displaystyle q} são inteiros coprimos. Cada círculo de Ford é tangente ao eixo horizontal {\displaystyle y=0,} e quaisquer dois círculos de Ford são tangentes ou disjuntos um do outro.

## História
Os círculos de Ford são um caso especial de círculos mutuamente tangentes; a reta de base pode ser pensada como um círculo de raio infinito. Sistemas de círculos mutuamente tangentes foram estudados por Apolônio de Perga, em referência ao qual são nomeados o problema de Apolónio e a gaxeta de Apolônio. No século 17, René Descartes descobriu o teorema de Descartes, uma relação entre os recíprocos dos raios de círculos mutuamente tangentes.
Os círculos de Ford também aparecem nos Sangaku (quebra-cabeças geométrico) da matemática japonesa. Um problema típico, que é apresentado em um tablet de 1824 em Gunma (prefeitura), cobre a relação entre três círculos tangentes com uma tangente em comum. Dado o tamanho dos dois círculos externos, qual é o tamanho do círculo menor entre eles? A resposta é equivalente a um círculo de Ford:
{\displaystyle {\frac {1}{\sqrt {r_{\text{middle}}}}}={\frac {1}{\sqrt {r_{\text{left}}}}}+{\frac {1}{\sqrt {r_{\text{right}}}}}.}
Os círculos de Ford recebem este nome em referência ao matemático americano Lester Randolph Ford, que escreveu sobre eles em 1938.

## Esferas de Ford (3D)

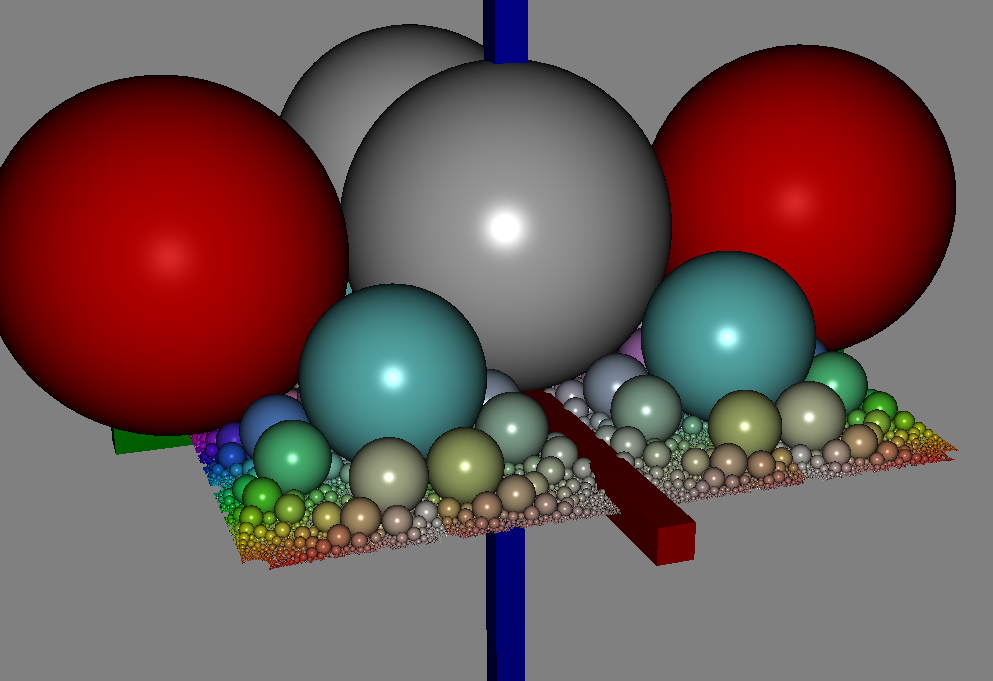
Esferas de Ford sobre o domínio complexo

O conceito de círculos de Ford pode ser generalizado dos números racionais para os inteiros de Gauss, dando origem às esferas de Ford. Nesta construção, os números complexos estão imersos como um plano no espaço euclidiano tridimensional, e para cada ponto racional de Gauss neste plano é construída uma esfera tangente ao plano naquele ponto. Para um racional de Gauss representado em forma simplificada como {\displaystyle p/q}, o raio desta esfera deve ser {\displaystyle 1/q{\bar {q}}} em que {\displaystyle {\bar {q}}} representa o conjugado complexo de {\displaystyle q}. As esferas resultantes são tangentes para pares de racionais de Gauss {\displaystyle P/Q} e {\displaystyle p/q} em que {\displaystyle |Pq-pQ|=1}, e caso contrário elas não se intersectam.